# Sweden Rock Cruise
Sweden Rock Cruise är en svensk årlig rockfestival som genomförs till sjöss på Silja line sedan 2008. Festivalen anordnas av Sweden Rock Magazine.